# مونبليار

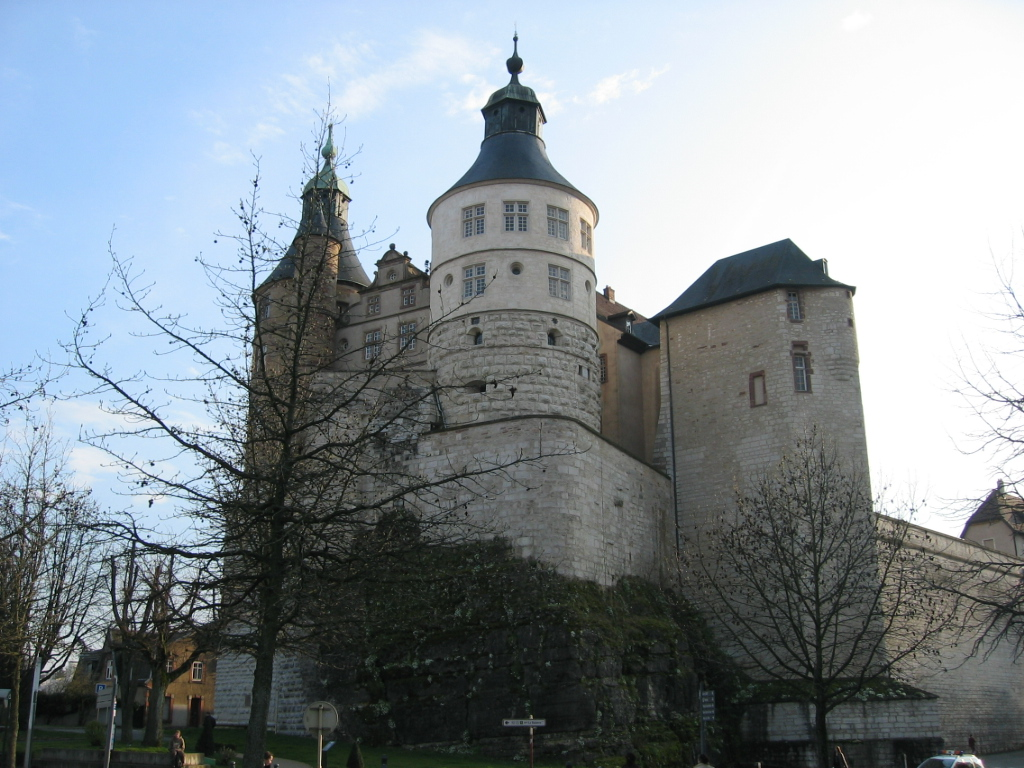
قصر مونيبيليار

مونبليار (بالفرنسية: Montbéliard)‏ بلدية فرنسية تقع في إقليم دوبس تابع لمنطقة فرانش كونته شرق فرنسا .

## توأمة
لمونبليار اتفاقيات توأمة مع كل من:
- لودفيغسبورغ
- غرينزبورو

## أعلام
- دومينيك فوانيه
- فرانك دارابونت
- جورج بيكر
- جورج كوفييه
- لوران دي لورتو
- جان فلوري
- دوق ألكسندر من فورتمبيرغ
- رينيه ثوم
- يوهان جاكوب فروبرجر